# تدخين الحشيش

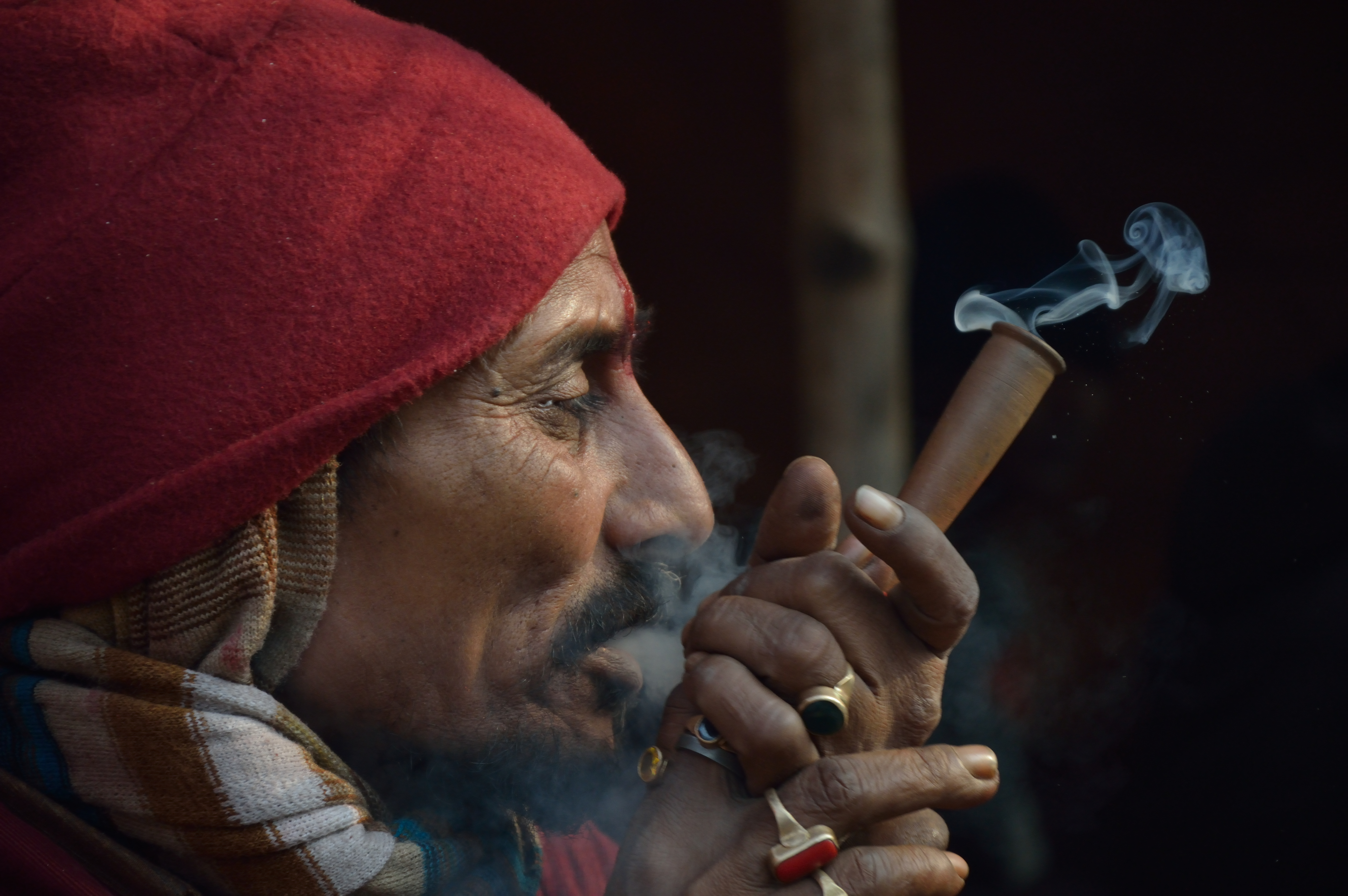

تدخين الحشيش هو استنشاق الدخان أو الأبخرة المنبعثة من تسخين الزهور أوالأوراق أو خلاصة الحشيش. يصدر التدخين المواد الأساسية الكيميائية ذات التأثير النفسي في حشيش -9 تتراهيدروركابينول (THC) الذي يُمتص من خلال الدم عن طريق الرئتين.
بغض النظر عن كونها مدخنة ومبخرة فإنه يتم امتصاص الحشيش عن طريق الفم أو وضعه على الجلد. تختلف خصائص التوافر البيولوجي وآثار التدخين وتبخر الحشيش عن طرق الاستهلاك الأخرى من ناحية وجود بداية أسرع ومتوقَّعة التأثير.

## التأثيرات الصحية للتدخين
قد ذكر في مراجعة أدبيّة عام 2003 أن الماريجوانا لها أثار بدنيّة وعقليّة و سلوكيّة اجتماعيّة وأنها مرتبطة بأمراض الكبد (خصوصاً التعايش مع التهاب الكبد (C و الرئتين والقلب والأوعية الدموية.
حذّر الباحثون بأنّ «الأدلة مطلوبة ويجب أخذ الأبحاث المستقبلية بالأعتبار لإثبات الارتباطات السببية للماريجوانا مع العديد من الحالات البدنية».
يوجد اختلاف في البيانات المتعلقة بزيادة حالات الإصابة بسرطان الرئة وتدخين الحشيش. وُجد تقييم لمراجعة منهجيّة على 19 دراسة من عام 1966 إلى 2006 أنه لا يوجد للتبغ المعدل علاقة تذكر بين تدخين الحشيش وسرطان الرئة على الرغم من وجود أدلة على التغيرات في الانسجة المحتملة التسرطن في الغشاء المخاطي التتفسي. تشير بعض الدراسات إلى ارتفاع معدلات الإصابة بالسرطان والبعض الآخر لا يشير إلى ذلك.
كما تشير الدراسات إلى زيادة انتشار التغيرات في الأنسجة المحتملة التسرطن في مجرى هواء المدمن.
أُدرج تدخين الحشيش كعامل مسرطن في كاليفورنيا عام 2009. يحتوي تدخين الحشيش على العديد من نفس المواد المسرطنة في تدخين التبغ كالقطران .
استبيان أدبي من قبل مؤسسة الرئة البريطانية لتدخين الحشيش قامت مؤسسة الرئة البريطانية عام 2013 بتعريف تدخين الحشيش ضمن استبيان أدبي كمادة مسرطنة كما وجدت انخفاض الوعي بالخطر مقارنة ب 40% ممن هم تحت سن ال35 سنة يعتقدون أن الحشيش ليس مضرًا. تتضمن ملاحظات آخرى على ارتفاع الخطر من كل سيجار وذلك بسبب الرغبة بإخراج نفث أكبر بالتدخين عن مدخني السجائر واستمرار الدخان لفترة أطول. يعود سبب قلة الأبحاث الخاصة بآثار تدخين الحشيش إلى الخلط الشائع بين الحشيش والتبغ و تدخين السجائر بشكل متكرر من قبل مدخني الحشيش. انخفاض معدل الإدمان مقارنة بالتبغ والطبيعة العرضية لمدمنين الحشيش مقارنة بثبات تدخين التبغ المتكرر.
و قد ثبت أن تدخين الماريجوانا يسبب التهاب الشعب الهوائية المزمن وإعاقة تدفق الهواء وضعف في وظيفة مجرى الهواء وتضخم شديد.
هناك علاقة بين استجابة لجرعة لآثار الماريجوانا على الرئتين مع ماريجوانا واحدة يشترك بما يعادل 2,5- 5من السجائر وربما يعود ذلك لتقنيات استنشاق مختلفة وقلة وجود المرشحات.
يندر رؤية مجهر انتفاخ الرئة على الرغم من وجود فقاعات قمية كبيرة في التوزيع المجاور للحاجز الذي يصف استرواح الصدرالتلقائي الثانوي نتيجة المضاعفات.